# 紀男梶
紀 男梶（き の おかじ、生没年不詳）は、奈良時代の貴族。名は小楫・男楫とも表記される。中納言・紀麻路の子。官位は従五位下・和泉守

## 経歴
聖武朝の天平15年（743年）外従五位下に昇叙され、弾正弼に任官する。天平17年（745年）同族の紀広名のほか、石川名人・県犬養須奈保・大伴古麻呂・大伴家持とともに内位の従五位下に叙せられた。天平18年（746年）大宰少弐に任ぜられるが、聖武朝末の天平感宝元年（749年）兵部少輔として京官に復す。
孝謙朝に入ると天平勝宝2年（750年）山背守として再び地方官を務める。天平勝宝6年（754年）7月の太皇太后・藤原宮子の葬儀に際して、橘諸兄・文室珎努・紀麻路・安宿王・厚見王・多治比木人・阿倍毛人・石川豊成・文上麻呂らとともに御装束司を勤め、同11月には東海道巡察使に任命されている。淳仁朝の天平宝字4年（760年）和泉守に任じられ、みたび地方官を務めている。
天平18年（746年）正月に降雪が多く、左大臣・橘諸兄や大納言・藤原豊成ほか諸王諸臣たちが元正上皇の御在所（中宮の西院）で雪かきをし、それから詔を下して大臣参議および諸王が正殿の上に、諸卿大夫が南の細殿に祗候させて、酒宴が行われる。ここで、元正上皇の希望により、雪を題材として諸臣が和歌を詠むことになった。その時の男梶の応詔歌が『万葉集』に採録されている。

## 官歴
『続日本紀』による。
- 時期不詳：正六位上
- 天平15年（743年） 3月5日：外従五位下。6月30日：弾正弼
- 天平17年（745年） 正月7日：従五位下（内位）
- 天平18年（746年） 4月1日：大宰少弐
- 天平感宝元年（749年） 閏5月1日：兵部少輔
- 天平勝宝2年（750年） 3月12日：山背守
- 天平勝宝6年（754年） 7月20日：御装束司（太皇太后・藤原宮子の葬儀）。11月1日：東海道巡察使
- 天平宝字4年（760年） 正月16日：和泉守